# Низовский сахарный завод
Низовский сахарный завод — предприятие пищевой промышленности в посёлке городского типа Низы Сумского района Сумской области, прекратившее существование.

## История
Свеклосахарный завод в селении Низы Сумского уезда Харьковской губернии Российской империи был построен в 1841 году и изначально представлял собой небольшое предприятие с ручным трудом, на котором работали в основном крепостные крестьяне. В 1880-х годах помещик Н. Кондратьев продал завод Д. Суханову, после чего предприятие было расширено.
Во время первой русской революции в ноябре 1905 года рабочие сахарного завода начали забастовку, которая была подавлена.
В январе 1918 года в селе была установлена советская власть; завод был национализирован. По окончании гражданской войны предприятие возобновило работу.
В ходе Великой Отечественной войны в 1941—1943 гг. село было оккупировано немецкими войсками, но в соответствии с четвёртым пятилетним планом восстановления и развития народного хозяйства СССР предприятие было восстановлено, а в дальнейшем преобразовано в Низовский сахарный комбинат, в состав которого вошли сахарный завод и обеспечивавший его сырьём свеклосовхоз с 2796 гектаров земли.
В целом, в советское время сахарный комбинат был крупнейшим предприятием посёлка.

### После 1991 года
После провозглашения независимости Украины комбинат перешёл в ведение государственного комитета пищевой промышленности Украины. В дальнейшем государственное предприятие было преобразовано в открытое акционерное общество.
В июле 1995 года Кабинет министров Украины утвердил решение о приватизации Низовского свеклосовхоза.
Весной 2002 года владельцем предприятия стала днепропетровская инвестиционная группа «Интерпайп», но в мае 2004 года завод был продан компании ООО «Сумыагросахар». В 2006 году завод остановился и был закрыт. Начавшийся в 2008 году экономический кризис осложнил положение в районе и неохраняемый завод начали разбирать на металлолом.
К 2012 году завод прекратил существование.

Сахарный завод после закрытия